# Ялтинский международный экономический форум
Ялтинский международный экономический форум (ЯМЭФ) — международное деловое мероприятие в экономической сфере, которое проводится ежегодно с 2015 года в Крыму, в городе Ялта. По данным организаторов и властей Крыма, ЯМЭФ входит в четвёрку крупнейших экономических форумов России, наряду с Петербургским международным экономическим форумом, Восточным экономическим форумом и Инвестиционным форумом «Сочи». ЯМЭФ также является крупнейшим форумом, проводимым в Крыму после его аннексии Россией. В 2015 году форум посетили более 600 человек из 13 стран мира, в 2016 году — 1100 человек из 26 стран мира.
Участники форума — владельцы и руководители российских и иностранных компаний, политики стран мира, министры правительства РФ, губернаторы, высшие руководители Республики Крым и города Севастополя, предприниматели Крыма. Миссия форума — создать условия для притока инвестиций в Свободную экономическую зону (СЭЗ) в Крыму, содействовать экономическому развитию Крыма вопреки негативному эффекту санкций и способствовать интеграции региона в состав России.
Организаторами форума являются Фонд «Ялтинский международный экономический форум» и Совет министров Республики Крым при поддержке Администрации Президента РФ. Оргкомитет ЯМЭФ возглавляют глава Республики Крым Сергей Аксенов и сопредседатель общественной организации «Деловая Россия» Андрей Назаров. Директором Фонда «ЯМЭФ» является Рустам Муратов.
Форум проходит в апреле. В течение года в городах России и мира организуются деловые мероприятия, сопровождающие подготовку к очередному форуму.

## История

### Предыстория
До 2014 года в Крыму проходили два форума, на которых обсуждались экономические вопросы и инвестиции. Первый – Ялтинская Европейская стратегия (YES). До 2013 года Ежегодные встречи YES проводились в Ливадийском дворце в Ялте. Форум позиционировал себя как площадка для объединения широкой Европы. Второй форум – ежегодная туристическая ярмарка в Ялте.

### Форумы с 2014 года
I Ялтинский международный экономический форум прошёл 17—18 апреля 2015 года. В нём приняли участие более 600 человек из 13 стран мира: России, Италии, Словении, Турции, Гонконга, Японии, Чехии, Швейцарии, Греции, Казахстана, Израиля, Индии и Сербии. На форуме были названы первые пять компаний-резидентов Свободной экономической зоны, власти Крыма в ходе форума получили 33 заявки от субъектов предпринимательства, желающих стать участниками СЭЗ. Организаторы форума оценили приток инвестиций в экономику региона по итогам мероприятия в 500 миллионов долларов США.
II ЯМЭФ состоялся 14-16 апреля 2016 года. Его участниками стали 1100 человек из 26 стран мира: Абхазии, Австралии, Армении, Бельгии, Белоруссии, Болгарии, Великобритании, Германии, Греции, Израиля, Италии, Китая, Малайзии, Молдавии, Монголии, Никарагуа, Польши, США, Турции, Украины, Финляндии, Франции, Чехии, Швейцарии, Эстонии, Японии. Тема пленарного заседания форума — «Экономика роста в условиях новых вызовов». На полях форума были подписаны соглашения на более чем 70 миллиардов рублей, в том числе соглашение о строительстве нового аэровокзального комплекса в аэропорту «Симферополь» на 32 млрд рублей.
Несмотря на протесты представителей Украины, форум посетили два депутата Европарламента — Маркус Претцель (Marcus Pretzell)(Германия) и Яромир Количек (Jaromіr Kohlісek) (Чехия), премьер-министр Республики Абхазия Артур Миквабия, почетный консул РФ в Швейцарии Карл Экштайн, председатель совета директоров компании «RTF» Доминик Фаш (Франция), президент компании Thomas Vendome Investement Жан-Пьер Тома (Франция) и другие международные эксперты и лидеры мнений. Всего в работе форума приняли участие 26 представителей официальных делегаций и более 40 представителей бизнеса.
III ЯМЭФ состоялся 20-22 апреля 2017 года. Количество участников составило 2200 человек.
Более 200 представителей зарубежных деловых и политических кругов из 46 стран мира.
Страны — участники ЯМЭФ-2017: Катар, Кипр, Латвия, Польша, Сербия, США, Монголия, Мьянма, Никарагуа, Палестина, Тунис, Турция, Украина, Финляндия, Франция, Чешская Республика, Швейцария, Швеция, Эстония, Япония, Абхазия, Австралия, Австрия, Армения, Болгария, Бельгия, Бразилия, Великобритания, Вьетнам, Германия, Гибралтар, Греция, Ирландия, Италия, Индонезия, Израиль, Иордания, Иран, Кабо-Верде, Казахстан, Китай. По итогам ЯМЭФ-2017 подписаны договоры и соглашения более чем на 100 млрд рублей.
В программу ЯМЭФ-2017 вошли 35 деловых мероприятий: 25 тематических секций, гранд-секция о развитии строительной отрасли, ключевая дискуссия ЯМЭФ — большое пленарное заседание, разделённое на три тематических блока: «Мир», «Страна» и «Человек». Блок «Мир» был посвящён экономической ситуации в России с точки зрения международного бизнеса. Участники пленарного заседания рассмотрели вопросы места России в мировой экономике, опыт взаимодействия с РФ в качестве бизнес-партнёра и обсудили возможности, которые открываются в России для внешних инвесторов. В блоке «Страна» участники дискуссии сосредоточились на перспективах формирования в России инновационной экономики, соответствующей требованиям завтрашнего дня. Блок «Человек» был посвящён социальным вопросам и сохранению природы. Пленарное заседание форума транслировалось в прямом эфире на телеканале «Россия24».
Участниками Форума стали сенаторы парламента Италии Бартоломео Амидеи, Серджио Дивина, президент региона Реджо-Калабрия Джузеппе Раффа, депутат регионального совета области Венеция Стефано Вальдегамбери. В работе деловой площадки участвовали также депутаты Европарламента Лаурентиу Ребега (Румыния), депутаты парламента Австрии. Крупнейшую международную делегацию на Форуме сформировали представители Италии, в нее вошли более 50 человек. Кроме предпринимателей и представителей руководства итальянских компаний Форум посетили политики, члены национального парламента и региональных советов, представители исполнительной власти в регионах страны, официальные представители двух крупных политических партий: «Вперед, Италия» (лидер — Сильвио Берлускони) и «Лига Севера» (лидер — Маттео Сальвини).
В ходе ЯМЭФ-2017 была создана постоянно действующая организация Международный клуб друзей Крыма, одной из задач которой стало продвижение Крыма на международном уровне.
В дискуссиях форума участвовали:
- Министр связи и массовых коммуникаций Российской Федерации Николай Никифоров[27]
- Министр Российской Федерации по развитию Дальнего Востока Александр Галушка[28][29]
- Уполномоченный при президенте России по правам предпринимателей Борис Титов[30]
- Глава Республики Крым Сергей Аксенов[31]
- Полномочный представитель Президента Российской Федерации в Крымском федеральном округе Олег Белавенцев[32]
- Губернатор Севастополя Сергей Меняйло[33]
- Председатель Государственного Совета Республики Крым Владимир Константинов[34]
- Почётный Консул Российской Федерации в Швейцарии Карл Экштайн[35]
- Член совета директоров АО «KEGOC» Доминик Фаш[36][37]
- Член Общественной палаты РФ и Экономического совета при Президенте РФ, общественный деятель и бизнесмен Алексей Репик[38]
- Сопредседатель Общероссийской общественной организации «Деловая Россия» Андрей Назаров[39]
- Заместитель Председателя Совета Федерации Федерального Собрания Российской Федерации Евгений Бушмин[40]
- Советник президента РФ, член Национального финансового совета Банка России, доктор экономических наук, профессор, академик РАН Сергей Глазьев[41]

IV ЯМЭФ проходил 19-21 апреля 2018 года. Было подписано 70 соглашений на сумму 162 млрд рублей.. Важен и политический эффект форума, продолжающий эффективно прорывать информационную блокаду полуострова. По словам сопредседателя Общероссийской общественной организации «Деловая Россия» Андрея Назарова, в форуме приняли участие 3122 человека, из них — 612 иностранных участников из 71 страны мира.
V ЯМЭФ проходил в период с 17 по 20 апреля 2019 года. Число участников форума превысило 4,5 тысячи человек из около 100 стран мира. По итогам форума было заключено более 102 соглашений на 215 миллиардов рублей с созданием 1700 рабочих мест.
VI ЯМЭФ вследствие пандемии коронавируса не состоялся ни в 2020, ни в 2021 гг., а весной 2022 и в конце года вновь был отложен в связи с нестабильной политической ситуацией. В итоге форум прошёл с 23 по 24 октября 2023 года в Москве. Форум посетило около 150 участников из почти 60 стран мира. Общее число заключенных соглашений не публиковалось. Ключевой темой форума стало обсуждение сотрудничества Республики Крым с африканскими партнёрами.
VII ЯМЭФ проходил в период со 2 по 5 декабря 2024 года в столице Башкортостана Уфе. Форум посетило 2356 участников из 111 стран, были заключены инвестиционные соглашения на сумму в 37 млрд. рублей.

## Критика
Украина, как и большинство стран членов ООН, считает Крым частью своей территории и не признаёт аннексию полуострова Россией. Представители дипломатических кругов Украины призывали (но безуспешно) международных участников форума отказаться от визитов в Крым. 